# Hapoel Hatzair (ziar)
Hapoel Hatzair (în ebraică הפועל הצעיר) a fost un ziar fondat de organizația politică Hapoel Hatzair în 1907. Primul redactor-șef al ziarului (până în anul 1922) a fost Yosef Aharonovitch și apoi Yitzhak Lupban. Chiar dacă în cadrul partidului, ziarul a fost "moale" de la orice ideologice și dogmatic forțele האידאולוגייה cu privire la conținutul. La început ziarul Hapoel Hatzair avea ca unul dintre scopuri cultivarea literaturii ebraice și printre scriitorii care au publicat aici s-au numărat Șmuel Iosef Agnon, Rabbi Binyamin, Alexander Ziskind Rabinowitz, Abraham Shmuel Stein, David Shimoni, Moshe Smilansky, Asher Barash și Yosef Haim Brenner (care a fost, în mod neobișnuit, membru al consiliului editorial al ziarului rival Unitatea al organizației Poalei Zion).
După fuziunea partidelor Ahdut Ha'avoda și Hapo'el Hatza'ir în 1930 și înființarea partidului unit Mapai, ziarul, care apărea săptămânal, a devenit organ oficial al Mapai în perioada formării statului Israel. În ciuda faptului că era ziarul oficial al partidului, el a exprimat, cu acordul redactorului Lupban, opinii contrare liniei centrale a partidului. Ziarul a publicat articole ale membrilor organizației Brit Shalom și al altor scriitori care au criticat linia centrală a Mapai și activitățile conducătorilor partidului.
Ziarul a fost închis în anul 1970.